# 花押 (鄂圖曼帝國蘇丹)

蘇丹馬哈茂德二世的花押，意思是：馬哈茂德可汗，阿卜杜勒-哈米德之子，常勝。
محمود خان بن عبدالحميد مظفر دائماً

花押（奥斯曼土耳其語：طغراء；Ṭuğrā，音译“图格拉”）是鄂圖曼帝國蘇丹獨有的書法簽字或印章，這種花押會附加在所有的官方文件和信函上，同時也是做為蘇丹統治期間所使用的象徴和鑄造在硬幣上。
花押最初是出自蘇丹的手笔，再經由宮廷的畫師書寫在文件上，這種風格最初為奧爾汗一世所确立，之后的蘇丹皆有自己專屬的花押。

## 花押的樣式

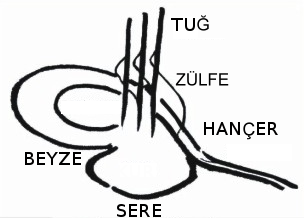
花押的樣式

鄂圖曼帝國蘇丹的花押包括以下几種特征，每個部分都代表著不同的含義：
- sere - 鄂圖曼帝國蘇丹的名字，寫在花押的底部位置。在不同的時期，會有不同的寫法，奥爾汗一世的時候，只是寫上“奧爾汗，奧斯曼之子”，以后也有加上敬語和祈禱語的。
- beyze - 在阿拉伯語中是“卵”的意思，也就是位于花押左部的兩道環線，有一種解釋認為這兩道環線表示的是鄂圖曼帝國國境的兩座海洋，外側的大環線代表的是地中海，内側的小環線代表的是黑海。
- tuğ - “旗杆”是在中央位置的三道垂直線，代表獨立的意思。
- zülfe - “風”是穿過“旗杆”的S形曲線，阿拉伯文字的书写方式是从右向左的，表示風由東向西，結合“旗杆”以象征鄂圖曼帝國的前進歷程。
- hançer - “寶劍”是位于右邊的展延線，代表權力和威望。

## 在鄂圖曼帝國以外的運用
雖然Ṭuğrā一詞主要指的是鄂圖曼帝國蘇丹的花押，但是它有時也會被其他突厥語的國家使用，如喀山汗國和俄羅斯帝國的韃靼人。
部分的現代書法藝術家中，也有借用Ṭuğrā形式的例子，如俄罗斯彼得大帝以及总统弗拉基米尔·普京和日本天皇明仁。
总部位于卡塔尔的半岛电视台标志也是其阿拉伯语名称的花押。

## 鄂圖曼帝國蘇丹的花押

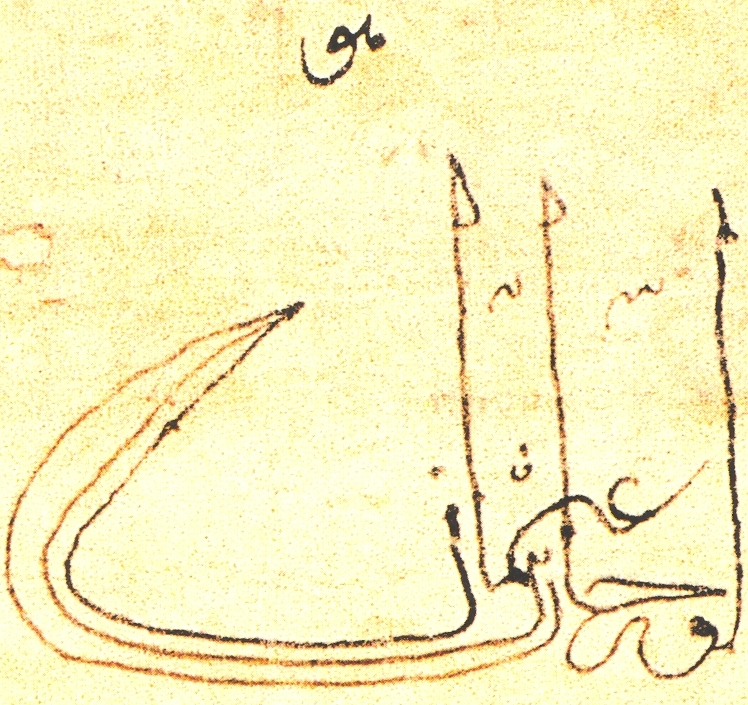
奧爾汗一世的花押（1326年）
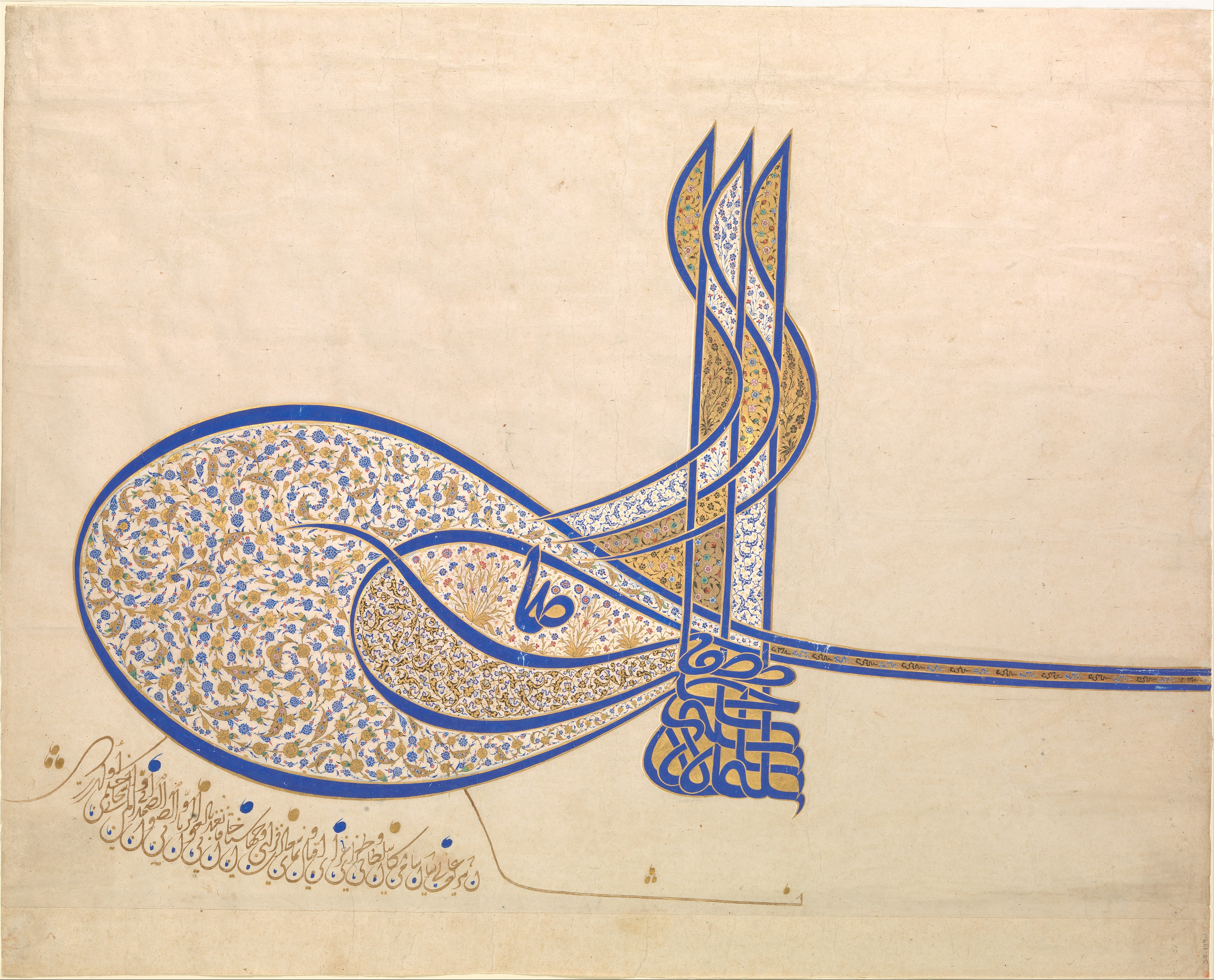
蘇萊曼一世的花押（1520年）
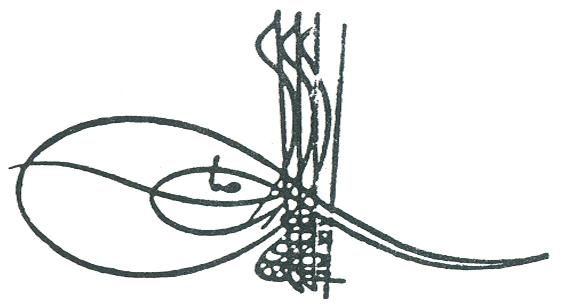
艾哈迈德一世的花押（1603年－1617年）
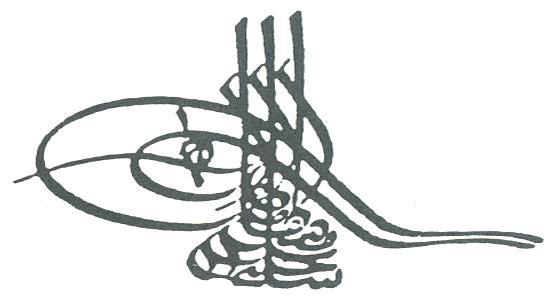
塞利姆三世的花押（1789年）
阿卜杜勒-哈米德二世的花押（1876年）

## 脚注
1. ↑  . The British Museum. 2010-05-14  [2010-06-05]. 1949,0409,0.86. （原始内容存档于2015-11-09）.
2. ↑  Paul Wittek: Notes sur la turgha ottomane. In Byzantion XVIII, Brüssel 1948, S. 314
3. ↑  . 中国清真网. 2010-02-04  [2010-07-24]. （原始内容存档于2010-03-07） （中文（简体））.

## 另見
- 中國 (字體)
- 伊斯蘭書法
- 鄂圖曼帝國文化

## 外部連結
- 奧斯曼帝國蘇丹的花押 （页面存档备份，存于）